# Bakumivka, Mirhorod
Bakumivka (în ucraineană Бакумівка) este un sat în comuna Cerevkî din raionul Mirhorod, regiunea Poltava, Ucraina.

## Demografie
Componența lingvistică a localității Bakumivka
     Ucraineană (98,52%)
     Rusă (1,48%)
Conform recensământului din 2001, majoritatea populației localității Bakumivka era vorbitoare de ucraineană (98,52%), existând în minoritate și vorbitori de rusă (1,48%).